# Martin Clark (Snookerspieler)
Martin Clark (* 27. Oktober 1968) ist ein englischer Snookerspieler. Ab 1987 war er 14 Jahre lang Profi auf der Snooker Main Tour.

## Karriere
Schon mit 15 Jahren versuchte Clark, sich über die WPBSA Pro Ticket Series für die Snooker Main Tour zu qualifizieren. Während er 1984 noch beide Male in der Runde der letzten 32 scheiterte, erreichte er im folgenden Jahr zwei Mal das Halbfinale und im zweiten Event sogar das Finale, was er mit 5:2 gegen Paul Cavney gewann, wodurch er sich für die Saison 1987/88 einen Platz auf der Main Tour gesichert hatte.

### Erste Profijahre
Schon in seinem ersten Profiturnier, den International Open, überstand er die Qualifikation und erreichte durch Siege über Tony Drago und Dennis Taylor das Achtelfinale, wo er dem Iren Joe O’Boye unterlag. Auch beim Grand Prix erreichte er die Hauptrunde, wo er nach einem Sieg über Neal Foulds in der zweiten Hauptrunde gegen Mick Fisher ausschied. Nach einer Auftaktniederlage bei der UK Championship gegen den Australier Robby Foldvari erreichte er beim Classic zum zweiten Mal das Achtelfinale, wo er gegen den Waliser Steve Newbury mit 2:5 verlor. Beim English Professional Championship erreichte er die Runde der letzten 32, bei den anschließenden British Open schied er in der ersten Hauptrunde gegen Jimmy White aus. Des Weiteren wurde Clark zum Kent Cup eingeladen, wo er nach Siegen über einen chinesischen Amateur, Eugene Hughes und Tony Knowles das Finale erreichte, was er aber mit 1:5 gegen John Parrott verlor. Zum Abschluss der Saison schied Clark in der vorletzten Qualifikationsrunde für die Snookerweltmeisterschaft gegen den späteren Hauptrundenteilnehmer Warren King aus. Am Ende der Saison konnte Clark sich auf Weltranglistenplatz 41 platzieren, womit er der Beste der neuen Spieler war.
Nach einem verhaltenen Start in die nächste Saison erreichte er beim Canadian Masters und beim UK Championship die Runde der letzten 32, wo er gegen Dennis Taylor und Danny Fowler ausschied. Zum Start des Jahres 1989 erreichte er beim Classic nach Siegen über Darren Morgan, John Spencer, Neal Foulds und Joe Johnson das Viertelfinale, in welchem er im Decider gegen Willie Thorne verlor. Auch bei den darauffolgenden European Open 1989 erreichte er das Viertelfinale, was er aber wieder verlor, diesmal mit 1:5 gegen Terry Griffiths. Nach einer Zweitrundenteilnahme beim English Professional Championship erreichte er bei den British Open das dritte Viertelfinale in der Saison, was er wieder verlor, diesmal mit 3:5 gegen Mike Hallett. In der Qualifikation für die Snookerweltmeisterschaft konnte er Siegen über den Kanadier Mario Morra und über seinen Landsmann Dave Martin in die letzte Qualifikationsrunde einziehen, in welcher er aber mit 4:10 am Kanadier Bill Werbeniuk scheiterte. Zum Abschluss seiner zweiten Profisaison wurde er zum Pontins Professional eingeladen, wo er nach einem 5:0-Sieg über Doug Mountjoy im Halbfinale mit 5:6 gegen Darren Morgan verlor, welcher später das Turnier gewinnen sollte. Auf der Weltrangliste verpasste Clark um nur einen Platz den Sprung in die Top 16, er landete hinter Steve James auf Platz 17.
Seine Erfolgsserie setzte er direkt zu Beginn der darauffolgenden Saison 1989/90 fort. Nachdem er bei den Hong Kong Open schon das Achtelfinale erreicht hatte, zog er bei den Asian Open ins Viertelfinale ein, wo er aber mit 0:5 recht deutlich gegen Gary Wilkinson ausschied. Nachdem er zwei Mal in Folge in der zweiten Hauptrunde ausgeschieden war, zog er beim Dubai Classic in sein drittes Achtelfinale während der Saison ein, diesmal unterlag er seinem Landsmann Danny Fowler mit 2:5. Durch seine Erfolge wurde er zum Norwich Union Grand Prix eingeladen, wo er aber sein Auftaktmatch gegen Tony Knowles verlor. Auch beim UK Championship schied er früh aus, er verlor in der zweiten Hauptrunde gegen den ehemaligen Weltmeister Joe Johnson. Zu Beginn des neuen Jahrzehnts erreichte er beim Classic das Achtelfinale, wo er gegen den Neuseeländer Dene O’Kane den Kürzeren zog. Bei den danach kommenden British Open konnte er Siege über Stephen Murphy, Paddy Browne  und Dennis Taylor feiern, ehe er im Viertelfinale mit 3:5 an Alex Higgins scheiterte. Bei den European Open erreichte er wieder nur die zweite Hauptrunde und zum Abschluss der Saison verpasste er im Decider seinen ersten Einzug ins Crucible, er verlor in der letzten WM-Qualifikationsrunde mit 9:10 gegen Tony Chappel. Auch seine Erstrundenpartie beim Pontins Professional verlor er im Decider, diesmal mit 4:5 gegen James Wattana. Auf der Weltrangliste schaffte Clark mit Platz 12 den Einzug in die Top 16, wodurch er die Startberechtigung für das Masters erhielt.

### Jahre in den Top 16
Zum Start der nächsten Saison schied Clark in der zweiten Runde des International One Frame Shoot-outs gegen Tony Knowles sowie in der ersten Runde des London Masters gegen Stephen Hendry aus. Bei den ersten beiden Ranglistenturnieren, dem Grand Prix und den Asian Open, verlor er beide Male seine Zweitrundenpartien. Erst beim Dubai Classic erreichte Clark wieder ein Achtelfinale, was er aber mit 0:5 gegen Doug Mountjoy verlor. Nach einer Auftaktniederlage beim UK Championship gegen Gary Natale erreichte er beim World Matchplay das Viertelfinale, was er aber gegen den sechsfachen Weltmeister Steve Davis verlor. Zu Beginn des neuen Jahres gewann er das vergleichsweise eher unwichtige European Grand Masters, erreichte aber nur die zweite Runde des Classics, doch im Anschluss verlor er sowohl seine Auftaktpartie beim World Masters als auch beim Masters, letzteres mit 1:5 gegen Jimmy White. Bei den British und European Open erreichte er immerhin die zweite Hauptrunde, bevor er gegen Steve Davis und Dene O’Kane verlor. Bei der Snookerweltmeisterschaft konnte Clark sein Erstrundenmatch gegen Mark Bennett gewinnen, ehe er mit 9:13 am Engländer Gary Wilkinson scheiterte. Zum Abschluss der Saison verlor er sein Auftaktmatch beim Pontins Professional mit 1:5 gegen Steve Newbury. Auf der Weltrangliste rutschte um zwei Plätze ab, dennoch konnte er sich in den Top 16 halten.
Seine Misserfolgsserie setzte er zu Beginn der Saison 1991/92 fort. Er verlor sein Auftaktmatch beim Pot Black, zu dem er zum ersten Mal eingeladen wurde, und im Viertelfinale von Humo Masters. Erst beim Dubai Classic fand er wieder in seine Erfolgsspur zurück: Er besiegte Ken Owers, Silvino Francisco und Steve Davis, ehe er im Viertelfinale mit 2:5 dem Waliser Paul Davies unterlag, der sich von der zweiten Qualifikationsrunde an bis ins Halbfinale gekämpft hatte. Nach einer Auftaktniederlage beim Grand Prix zog er beim UK Championship ins Achtelfinale ein, wo er aber mit 3:9 am Schotten Stephen Hendry scheiterte. Auch beim Classic war für Clark in seiner Partie gegen Hendry Schluss, hier schied er aber erst nach Siegen über Mark Davis, Steve Duggan und Ken Doherty im Viertelfinale aus. Direkt beim nächsten Turnier, den Asian Open drang er bis ins Viertelfinale vor, doch diesmal besiegte ihn Alan McManus mit 3:5. Nach einem whitewash von Stephen Hendry in der ersten Runde des Masters und einer Zweitrundenniederlage im Decider gegen Peter Francisco bei den Welsh Open erreichte er bei den British Open wieder ein Achtelfinale, was er aber mit 0:5 gegen Steve Davis verlor. Auch bei den Strachan Open und bei den European Open konnte Clark ins Achtelfinale einziehen, doch auch bei diesen Turnieren schied er in ebenjener Runde aus. Zum Abschluss der Saison besiegte Clark in der ersten Hauptrunde der WM Peter Francisco, ehe er im Achtelfinale mit 4:13 seinem Landsmann Peter Ebdon unterlag. Auf der Weltrangliste holte er Platz 12 wieder zurück.
Zum Start der nächsten Saison verlor Clark seine Auftaktpartie beim Dubai Classic und schied beim Grand Prix in der zweiten Runde aus. Auch beim Benson & Hedges Championship schied er früh aus, in der dritten Runde verlor er mit 2:5 gegen Peter Lines. Nachdem er in der zweiten Hauptrunde vom UK Championship mit 1:9 gegen Dene O’Kane verloren hatte, erreichte er beim World Matchplay das Halbfinale, was er mit 4:9 gegen Steve Davis verlor. Im ersten Event der Strachan Challenge – Reihe von Minor-ranking-Turnieren – erreichte er das Achtelfinale, wo er aber gegen Peter Francisco den Kürzeren zog. Nach einer Auftaktniederlage im zweiten Event und einer Zweitrundenniederlage gegen Joe Swail bei den Welsh Open erreichte er beim dritten Event wieder das Achtelfinale, diesmal schied er dort aber gegen Billy Snaddon aus. Beim Masters verlor er wieder sein Auftaktmatch, diesmal gegen den Thailänder James Wattana, bevor er bei den European Open, den British Open und bei den Asian Open stets in der zweiten Runde ausschied. Nach einer Auftaktniederlage bei den International Open erreichte er bei der Snookerweltmeisterschaft das Achtelfinale, wo er aber gegen Neal Foulds ausschied. Auf der Weltrangliste konnte er Platz 12 verteidigen.

### Absturz auf Weltranglistenplatz 33
Zu Beginn der Saison 1993/94 wurde Clark zum Pot Black eingeladen, wo er direkt in der ersten Runde am späteren Sieger Steve Davis scheiterte. Nach einer Niederlage gegen Alan McManus im Achtelfinale des Dubai Classics erreichte er beim Grand Prix nach Siegen über Karl Payne, Mike Hallett und Alan McManus das Viertelfinale, wo er aber mit 4:5 an John Parrott scheiterte. Beim UK Championship erreichte er wieder das Achtelfinale, das er aber mit 3:5 gegen Jimmy White verlor. Im neuen Jahr konnte er auch bei den Welsh Open ins Achtelfinale einziehen, doch auch dieses Mal schied er aus, diesmal gegen Peter Ebdon. Beim Masters musste er eine erneute Auftaktniederlage gegen James Wattana einstecken und auch sowohl bei den Thailand Open als auch bei den British Open verlor er seine Erstrundenspiele. Zum Saisonabschluss unterlag er in der ersten WM-Hauptrunde im Decider seinem Landsmann Brian Morgan. Auf der Weltrangliste rutschte er aus den Top 16 auf Platz 18 ab.
Direkt zum Anfang der neuen Saison erreichte er beim Dubai Classic mit drei Siegen im Decider über Anthony Hamilton, Joe Swail und Darren Morgan das Viertelfinale, wo er aber mit 2:5 an Ronnie O’Sullivan scheiterte. Nach einer Zweitrundenniederlage gegen John Higgins beim Grand Prix zog er beim Benson & Hedges Championship wieder in ein Viertelfinale ein, auch diesmal schied er in dort aus, diesmal gegen Jamie Burnett. Doch Clarks Ergebnisse verschlechterten sich: Beim UK Championship, bei den Welsh Open und bei den International Open verlor er seine Auftaktpartien, bei den European Open erreichte er immerhin die zweite Runde. Nach einer erneuten Auftaktniederlage bei den Thailand Open konnte er bei den British Open ins Achtelfinale einziehen, wo er Steve Davis unterlag. Doch nach einem Whitewash in der ersten Qualifikationsrunde im fünften Event der WPBSA Minor Tour von Tony Chappel unterlag er seinem Landsmann Andy Hicks in der letzten Qualifikationsrunde für die Snookerweltmeisterschaft mit 9:10, also erneut im Decider. Auf der Weltrangliste rutschte er um vier weitere Plätze auf Platz 22 ab.
Diese Serie von Misserfolgen fand in der nächsten Saison ihren vorläufigen Höhepunkt. Nach einer Auftaktniederlage beim Thailand Classic erreichte Clark die Runde der letzten 32 beim Benson & Hedges Championship, wo er im Decider Dean Reynolds unterlag. Auch beim Grand Prix zog er in ebenjene Runde ein, wo er wieder ausschied. Nach einer Auftaktniederlage beim UK Championship zog er auch bei den German Open in die Runde der letzten 32 ein, er verlor aber gegen Ex-Weltmeister John Parrott. Im neuen Jahr konnte er bis zu den British Open Anfang April in vier Turnieren kein einziges Spiel gewinnen. Bei den British Open schaffte er den wiederholten Einzug in die Runde der letzten 32, wo er sich mit 4:5 Darren Morgan geschlagen gebe musste. Zum Saisonabschluss schaffte Clark es, sich mit einem 10:5-Sieg über Mark Davis für die Hauptrunde der Snookerweltmeisterschaft zu qualifizieren, wo er aber vom Schotten John Higgins besiegt wurde. Auf der Weltrangliste verlor er seinen Platz in den Top 32, er rutschte auf Platz 33 ab.

### Die letzten Erfolge
Zum Start der Saison 1996/97 erreichte Clark die Hauptrunde des Asian Classics, wo er aber direkt mit 4:5 dem Kanadier Alain Robidoux unterlag. Nach einer Auftaktniederlage beim Benson & Hedges Championship gegen Nick Manning erreichte Clark zweite weitere Male die Runde der letzten 32, beim Grand Prix unterlag er Ken Doherty, beim UK Championship fehlten ihm im siebzehnten und letzten Frame acht Punkte zum Sieg; er verlor den letzten Frame mit 36:43 und damit das Match 8:9 gegen John Parrott. Bei den German Open nahm Clark zum ersten Mal seit den British Open 1995 wieder an einem Achtelfinale teil, wo er nach Siegen über Mark Bennett und Peter Ebdon an Mark Davis scheiterte. Nach zwei Auftaktniederlagen bei den Welsh und International Open erreichte er bei den European Open wieder die Runde der letzten 32, in der er wieder mit 4:5 an Alain Robidoux scheiterte. Bei den Thailand Open verlor er wieder sein Auftaktmatch, doch bei den British Open konnte Clark wieder in ein Achtelfinale einziehen, wo er nach Siegen über Graeme Dott und Anthony Bolsover im Decider an Steve Davis scheiterte. Bei der Snookerweltmeisterschaft scheiterte er schon in der drittletzten Qualifikationsrunde am Waliser Matthew Stevens. Doch zum Saisonabschluss gelang ihm dann eine kleine Sensation: Clark wurde wieder zum Pontins Professional eingeladen, wo er nach Siegen über Willie Thorne und Neal Foulds im Finale auf Andy Hicks traf. Clark siegte mit 9:7 und gewann damit sein erstes Profiturnier. Auf der Snookerweltrangliste stieß er wieder in die Top 32 vor, er beendete die Saison auf Platz 27.
Nach einem verhaltenen Start in die darauffolgende Saison zog Clark bei den German Open wieder in ein Achtelfinale ein, wo er dem späteren Sieger John Higgins unterlag. Nach einer Auftaktniederlage bei den Welsh Open schaffte er auch bei den Scottish Open den Einzug ins Achtelfinale, wo er wieder an John Higgins scheiterte, der ein paar Monate später Weltmeister werden sollte. Auch beim Thailand Masters konnte er nach Siegen über Quinten Hann und Alain Robidoux das Achtelfinale erreichen, wo er am Waliser Mark Williams scheiterte. Bei den British Open erreichte er die Runde der letzten 32, bevor er mit einer 8:10-Niederlage gegen Jason Prince die Hauptrunde der Snookerweltmeisterschaft verpasste. Zum Saisonabschluss erreichte er beim Pontins Professional mit Siegen über Mike Hallett und Andy Hicks wieder das Finale, was er diesmal gegen Mark Williams mit 6:9 verlor. Auf der Weltrangliste verlor er einen Platz, für die neue Saison war er also auf Platz 28 gesetzt.

### Letzte Profijahre
Nach einer Auftaktniederlage beim Grand Prix schaffte Clark zu Beginn der Saison 1998/99 den Einzug in die Runde der letzten 32 sowohl beim Benson & Hedges Championship als auch beim UK Championship, wo er Neal Foulds bzw. Ken Doherty unterlag. Doch ab diesem Zeitpunkt konnte Clark bis zum Ende der Saison kein einziges Spiel mehr gewinnen: Während er bei den Welsh Open und Scottish Open im Decider scheiterte, verlor er beim China International mit 0:5. Auch in der WM-Qualifikation schied Clark mit einem deutlichen Ergebnis aus; er verlor mit 2:10 gegen John Lardner. Auf der Weltrangliste verlor er seinen Platz in den Top 32, er rutschte auf Rang 37 ab.
Auch die nächste Saison wurde zu einem Misserfolg. Nach zwei Auftaktniederlagen konnte er beim Benson & Hedges Championship durch einen 5:4-Sieg über David McLellan die zweite Runde erreichen, wo Anthony Davies mit 0:5 unterlag. Bis zu den Scottish Open konnte Clark nur noch zwei weitere Qualifikationsspiele gewinnen, dort konnte er durch Siege über Robert Milkins und Nigel Bond in die Runde der letzten 32 einziehen, wo er an John Higgins scheiterte. Nach einer weiteren Auftaktniederlage in der WM-Qualifikation wurde Clark nach einem Jahr Abstinenz wieder zum Pontins Professional eingeladen, wo er direkt mit 3:5 gegen Jimmy White ausschied. Auf der Weltrangliste stürzte er aus den Top 64, er platzierte sich auf Rang 66.
Die darauffolgende Saison begann deutlich besser: Mit Siegen über Craig Harrison und Bradley Jones zog Clark in die Runde der letzten 64 der British Open 2000 ein, wo er mit 2:5 seinem Landsmann Gary Wilkinson unterlag. Doch Clark litt immer mehr an Rückenschmerzen, sodass es seine einzigen beiden Siege während der Saison bleiben sollten. Es sollte ebenso die letzte Profisaison für Clark sein, auf Weltranglistenplatz 147 schied er aus der Main Tour aus.

### Weiteres Leben
Heute ist Clark neben Mike Ganley, Paul Collier und Gary Wilkinson als einer von vier Turnierdirektoren auf der Main Tour tätig.

## Erfolge
| Ausgang              | Jahr   | Turnier                 | Finalgegner   | Ergebnis |
| -------------------- | ------ | ----------------------- | ------------- | -------- |
| Amateurturniere      |        |                         |               |          |
| Sieger               | 1985/3 | WPBSA Pro Ticket Series | Paul Cavney   | 5:2      |
| Non-Ranking-Turniere |        |                         |               |          |
| Zweiter              | 1988   | Kent Cup                | John Parrott  | 1:5      |
| Sieger               | 1991   | European Grand Masters  | Ray Reardon   | 3:0      |
| Sieger               | 1997   | Pontins Professional    | Andy Hicks    | 9:7      |
| Zweiter              | 1998   | Pontins Professional    | Mark Williams | 6:9      |